# Tobias Barreto (tiểu vùng)
Tobias Barreto là một tiểu vùng thuộc bang Sergipe, Brasil. Tiều vùng này có diện tích 2023 km², dân số năm 2007 là 99840 người.